# Gondolì Gondolà
Gondolì gondolà è una canzone scritta da Nisa con l'arrangiamento musicale di Renato Carosone. Fu pubblicata come singolo, la prima volta nel 1962, dopo essere stata presentata al festival di Sanremo, dove si era classificata terza e classificandosi poi al secondo posto della hit parade italiana, dove restò per oltre tre mesi. La canzone ebbe un vasto successo anche a livello internazionale, furono realizzate numerose cover in diverse lingue, fu anche lanciata da Pat Boone negli USA, dove riscosse un discreto successo, notevole la versione in olandese di Caterina Valente, con l'arrangiamento di Jack Bulterman.

## Versioni varie
1962
- Sergio Bruni, La voce del padrone
- Ernesto Bonino, Meazzi Edizioni Discografiche
- Marcel Amont, Polydor Records
- Lucia Altieri, Phonocolor
- Luciano Tajoli, CAR Juke Box
- Marisa Rampin, Durium
- Willy Alberti, Philips
- Tonina Torrielli, Cetra

in tedesco
- Lolita

in olandese
- Caterina Valente, Decca, arr. Jack Bulterman

in inglese
- Pat Boone, Dot Records

in spagnolo
- Juan Aznar Roche

## Raccolte
- 1975, Rosanna Fratello, Musiche di casa nostra, Ricordi